# Catocala epione
Catocala epione là một loài bướm đêm thuộc họ Erebidae. Nó được tìm thấy ở Quebec và Ontario phía nam qua Connecticut tới Florida và phía tây đến Texas và Oklahoma.
Sải cánh dài 55–65 mm. Con trưởng thành bay từ tháng 8 đến tháng 9. Có thể có một lứa một năm.
Ấu trùng ăn Carya ovata.

## Hình ảnh

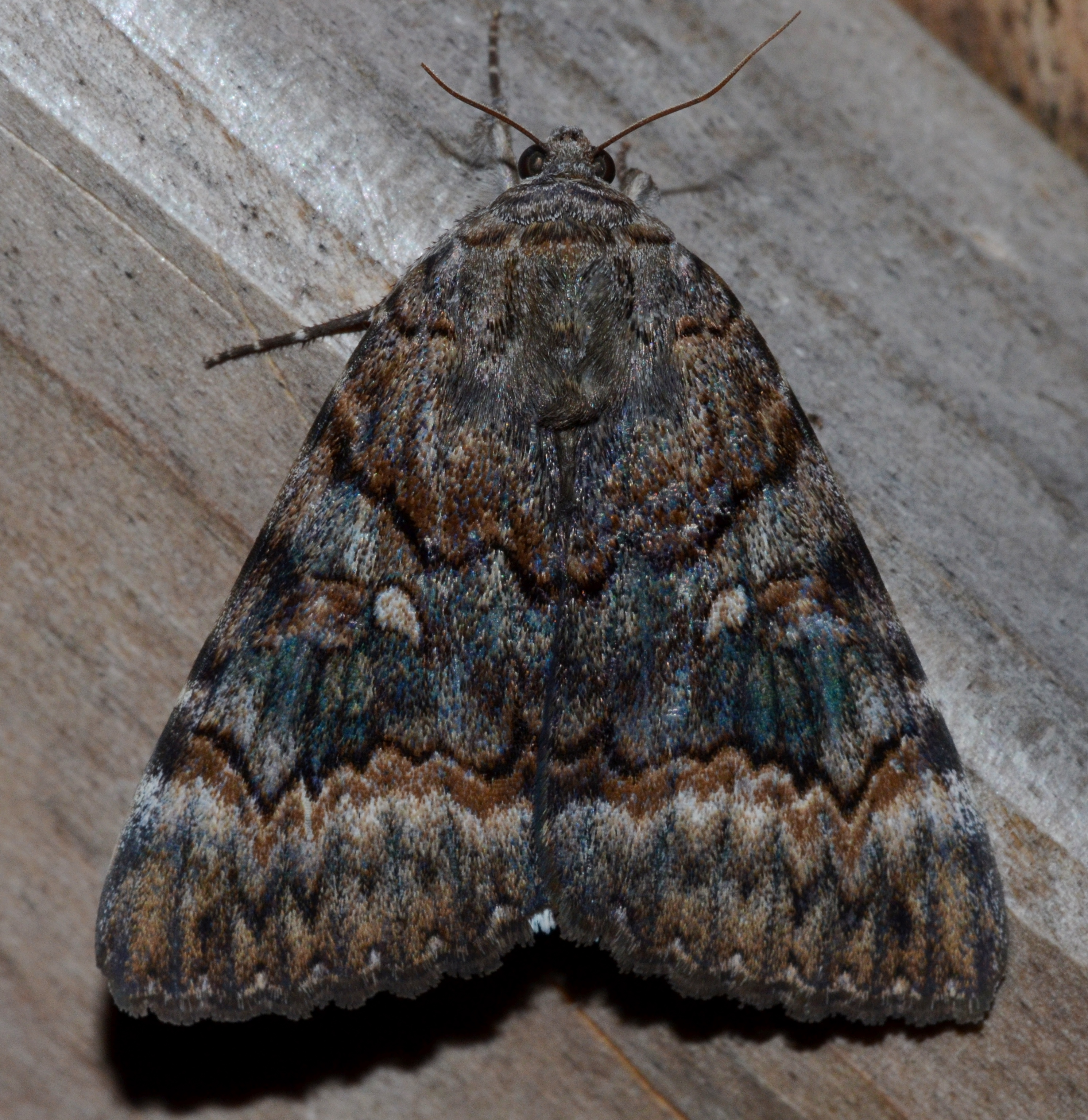
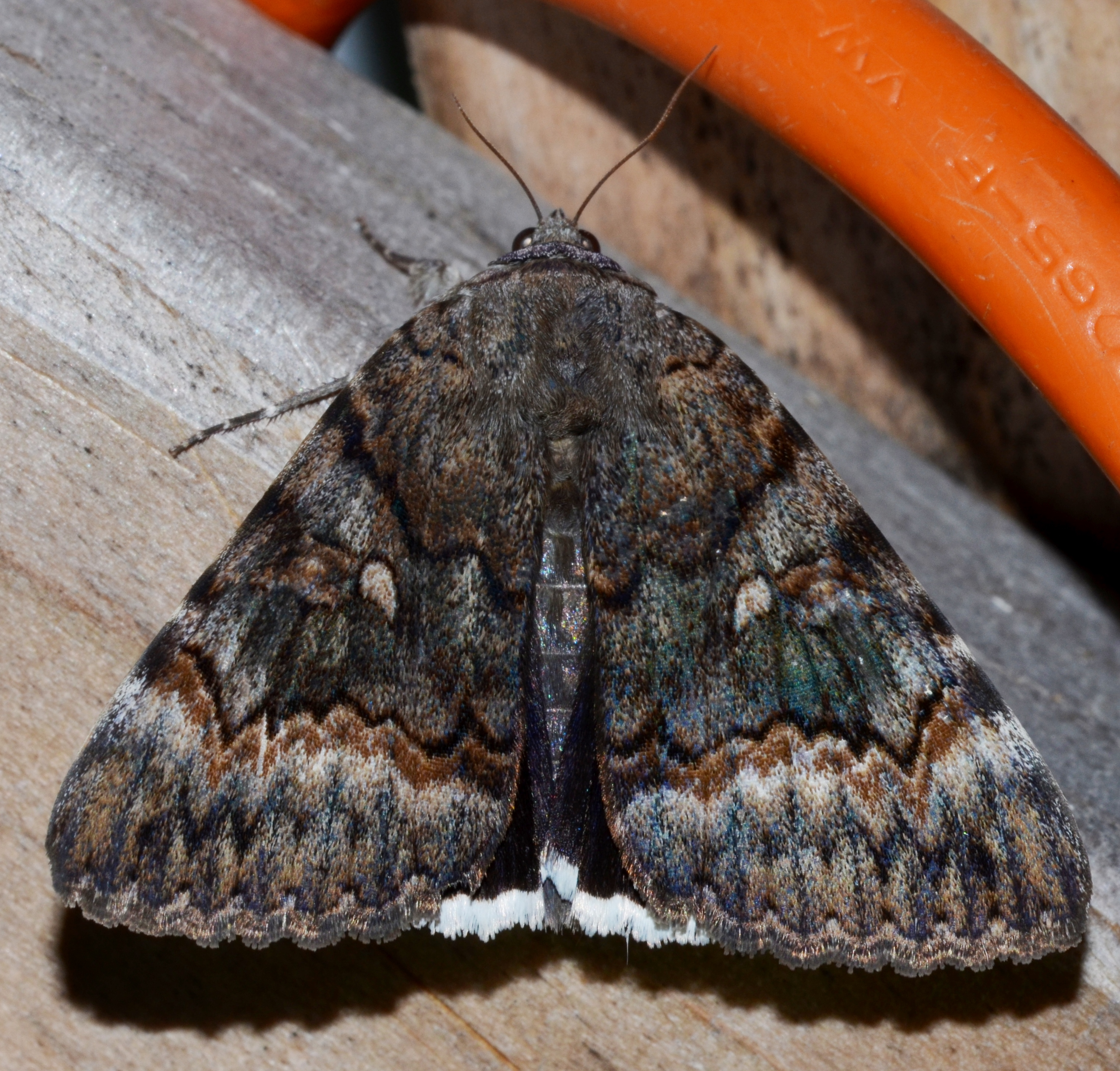